# 希巴德 (蒙大拿州)
希巴德（英語：Hibbard）是位於美國蒙大拿州羅斯布德縣的鬼鎮。

## 歷史
希巴德的郵局於1912年設立，其後於1924年停運。

## 地理
希巴德所處的海拔為高於海平面933米（即3061英呎），而該地所採用的時區為UTC-7，即北美山地時區（MST）。同時該地設有夏令時間，為UTC-7調快一小時，即UTC-6（MDT）。